# Paulão
Paulo César Batista dos Santos, meglio noto come Paulão (Itambacuri, 25 marzo 1967), è un ex calciatore brasiliano, di ruolo difensore.

## Carriera

### Club
Iniziò la carriera nel Cruzeiro, nel quale rimase per tre anni giocando 57 partite e segnando quattro reti nel campionato di calcio brasiliano. Nel 1993 si trasferì al Grêmio, dove giocò però solo 13 partite in campionato, prima di passare nel 1994 al Benfica, dove rimase per una stagione giocando quattro volte nel campionato nazionale. Nel 1995 tornò quindi in Brasile, prima al Vasco da Gama e successivamente all'Atlético Mineiro, dove giocò 9 partite. L'anno seguente si trasferì ai cileni del Colo-Colo, con i quali disputò una stagione. Nel 1998 scelse di tornare in patria per giocare con il Ponte Preta, con la maglia del quale si ritirò nel 2001.

### Nazionale
Con la Nazionale brasiliana giocò 7 partite dal 1990 al 1992, venendo incluso nella rosa dei convocati per la Copa América 1993.

## Palmarès

### Competizioni statali
- Campeonato Gaúcho: 1

Grêmio: 1993

### Competizioni nazionali
- Coppa del Brasile: 1

Grêmio: 1994

### Competizioni internazionali
- Supercoppa Sudamericana: 1

Cruzeiro: 1991